# 變身少女花啦啦
《變身少女花啦啦》（韓語：플라워링 하트）是由日本及韓國共同製作的韓國電視動畫作品，於2016年播放第一季，2017年播放第二季。無綫電視翡翠台於2018年4月17日開始播放。

## 故事簡介
花蕾小學5年級學生陳亞梨是一名開朗又樂於助人的少女，某天，亞梨偶遇被逐出魔法界來到人界的王子查斯，亞梨從而得到魔法力量。

## 登場角色

### 主要角色
陳亞梨（/Jin Ari）
配音：凌晞（港）；胡悦（中）
本作主角。小學生，個性開朗活潑、成熟但厭倦讀書，一次偶然之下拾起魔法戒指而變身成魔法少女，禹秀夏、鮮于旻的好友兼同學，查斯王子的同伴，暗戀特朗普王子，但對查斯王子....。
禹秀夏（/Woo Suha）
配音：廖杏茵（港）；李惠（中）
本作女主角之一，小學生，個性認真、冷靜、做事謹慎，愛讀書，但不會游泳。因一次亞梨的魔法戒指一分為三而變身成魔法少女，陳亞梨、鮮于旻的好友兼同學，查斯王子的同伴，暗戀查斯王子。於第二季結尾为了救查斯王子而被黑化。
鮮于旻（/Sunwoo Min）
配音：何晶晶（港）；柯莉（中）
本作女主角之一，小學生，個性開朗活潑、運動細胞強並且熱愛運動，因一次亞梨的魔法戒指一分為三而變身成魔法少女，陳亞梨、禹秀夏的好友兼同學，查斯王子的同伴。
栩艾兒（/Shuel）
配音：羅孔柔（港）；刘波（中）
本作女主角之一，小學生，個性腹黑毒舌為人高傲，真正身份實為花花啦國王的未來王妃，負責下人間吸收人類的絕望能量，特朗普王子的未婚妻，陳亞梨的情敵。最後跟陳亞梨等人成為朋友，也成為查斯王子的同伴，一同收集希望能量。
查斯王子（/Prince Chess）
配音：林筠翔、袁淑珍（童年）（港）
本作男主角，花啦啦國王的真正繼承人，曾與栩艾兒訂婚，特朗普王子的哥哥，因遭王妃奸計暗算而變成倉鼠胖子，在一次尋找魔法戒指而遇到陳亞梨等人，喜歡陳亞梨，禹秀夏之暗戀對象，特朗普王子的敵人、情敵。
特朗普王子（/Prince Trump）
配音：李致林（港）
本作男主角之一，查斯王子的弟弟，真正身份實為魔界王子，繼承花花啦國王成為王子，負責留在人間吸收人類的絕望能量，查斯王子的對手，被陳亞梨暗戀並假意接近其，暗戀陳亞梨。
馬歐
坎娜比斯王妃及特朗普王子之手下，懂絕望魔法的黑貓，初和栩艾兒、特朗普一起收集絕望能量，重視特朗普王子。
配音：鄭麗麗（港）

### 其他角色
坎娜比斯王妃
配音：曾秀清（港）
查斯王子的後母，特朗普王子的親生母親。要求特朗普王子和栩艾兒收集絕望能量，與查斯王子為敵。最後令禹秀夏黑化並要她收集絕望能量。
奧賽羅
配音：雷霆（港）
服從坎娜比斯王妃為其手下，後被栩艾兒背叛及為敵。
羅奇燦
配音：雷碧娜（港）
陳亞梨等人同學，經常欺負陳亞梨，但其實喜歡她。
朴元範
配音：伍秀霞（港）
陳亞梨等人同學
安如潾
配音：曾佩儀（港）
陳亞梨、禹秀夏、鮮于旻、栩艾兒等人的班主任，後與具勝利結婚
安如潾的小學老師
配音：劉惠雲（港）
崔道振
配音：鄧志堅（港）
醫療室護士
配音：劉惠雲（港）
萊拉
配音：詹健兒（港）
著名女歌手
白珠妍
配音：何璐怡（港）
陳亞梨等人同學
陳勝利
配音：蘇強文（港）
陳亞梨的父親。
林芝瑚
配音：梁少霞（港）
陳亞梨的母親。
陳亞梨的爺爺
配音：盧國權（港）
陳亞梨的奶奶
配音：林丹鳳（港）
禹秀夏的父親
配音：蕭徽勇（港）
後與崔善熙離婚，第二季末為勒妮之未婚夫
崔善熙
配音：陸惠玲（港）
禹秀夏的母親，後與秀夏父親離婚
李夏恩
配音：葉曉欣（港）
李夏恩的父親
配音：陳欣（港）
鮮于蘭
配音：魏惠娥（港）
鮮于旻的堂姐。
申昭美
配音：何寶珊（港）
申昭美的姐姐
配音：張頌欣（港）
劉寶拉
配音：陳琴雲（港）
知恩
配音：吳羨婷（港）
吳娜萊
配音：黃昕瑜（港）
吳娜萊的父親
配音：劉昭文（港）
吳娜萊的母親
配音：林元春（港）
高東宇
配音：吳羨婷（港）
申愛莉
配音：謝潔貞（港）
菲利浦
配音：李錦綸（港）
羅溫
配音：吳羨婷（港）
具勝利
配音：劉奕希（港）
雷暴風隊主將
配音：陳皓宜（港）
千頌伊
配音：曾秀清（港）
李美淑
配音：黃玉娟（港）
全珍卿
配音：梁少霞（港）
辣椒隊隊員
配音：詹健兒（港）
韓蔚
配音：張預東（港）
金宥妮
配音：何寶珊（港）
金慶妍
配音：劉惠雲（港）
酷德曼
配音：葉振聲（港）
勒妮
配音：謝潔貞（港）

## 播放電視台
| 電視台               | 日期                 | 時段                   | 備註     |
| 韓國                 | 韓國                 | 韓國                   | 韓國     |
| -------------------- | -------------------- | ---------------------- | -------- |
| 標題：플라워링 하트  |                      |                        |          |
| EBS 1TV              | 2016.2.29~2017.11.21 | 星期一至二 18:05~18:20 |          |
| 香港                 |                      |                        |          |
| 標題：變身少女花啦啦 |                      |                        |          |
| 翡翠台               | 2018.4.17~2018.7.11  | 星期二至三 17:20~17:50 | 兩集連播 |

## 工作人員
- 總監督：이우진
- 監督：石平信司
- 製作人：김동열、강신유、김주수、전주영
- 劇本：이우진
- 人物設定：Nardack、찹쌀가면、Tyuh、Nokcy、ZIS、SALT、飯塚正則、中山初繪
- 總作畫監督：飯塚正則
- 攝影監督：宋賢大 (T2 Studio)
- 音響監督：김태경
- 動畫製作：DR Movie（朝鲜语：DR 무비）, Busan DR
- 製作：ICONIX（朝鲜语：아이코닉스）、EBS、MIMIWORLD

### 配音工作人員
中国大陆普通话版
- 译制出品公司：捷成华视网聚（常州）文化传媒有限公司[1]
- 译制总监制：崔妍
- 译制总统筹：赵丽
- 配音工作室：北京百航翻译有限公司

## 主題曲
片頭曲
「Flowering Heart♡」
作詞：Lee Woo Jin，作曲・編曲：Dong Min Ho, Yoo Tae Jin，演唱：安艺瑟（An Ye-seul）
片尾曲
（致少女）
作詞：Lee Woo Jin，作曲・編曲：Dong Min Ho, Yoo Tae Jin，演唱：安艺瑟（An Ye-seul）
插曲
第一季
「Shining Star」
作詞：Iconix，作曲・編曲：Shin Seung Jun, Lee Jae Min，演唱：So Yeon, Jung Hye Won, Kim Eun Ah, Kim Soo Young

## 各集標題
第一季
| 話數 | 原文標題                 | 香港標題           | 變身職業                       | 拯救對象                             | 絕望能量發生地點 | 韓國播放日期   | 香港播放日期   |
| ---- | ------------------------ | ------------------ | ------------------------------ | ------------------------------------ | ---------------- | -------------- | -------------- |
| 1    | 두근두근 첫 만남         | 心跳不已的初遇     | 小學老師                       | 安如潾老師                           | 花蕾小學         | 2016年 2月29日 | 2018年 4月17日 |
| 2    | 내가 어른이 된 거야?     | 我變成大人了？     | 小學老師                       | 安如潾老師                           | 花蕾小學         | 3月1日         | 2018年 4月17日 |
| 3    | 사라진 아이돌            | 消失的偶像         | 偶像                           | 萊拉                                 | 戶外演唱會會場   | 3月7日         | 4月18日        |
| 4    | 다시찾은 빛나는 별       | 再次閃耀之星       | 偶像                           | 萊拉                                 | 戶外演唱會會場   | 3月8日         | 4月18日        |
| 5    | 절망의 다이어트          | 令人絕望的減肥     | 健身教練                       | 白珠妍                               | 花蕾小學         | 3月14日        | 4月24日        |
| 6    | 진정한 아름다움          | 真正的美麗         | 健身教練、服装造型师           | 白珠妍                               | 花蕾小學         | 3月15日        | 4月24日        |
| 7    | 우리 엄마는 부재중       | 媽媽不在家         | 公司職員                       | 崔善熙                               | 崔善熙的公司     | 3月21日        | 4月25日        |
| 8    | 엄마 아빠의 꿈           | 媽媽和爸爸的夢想   | 公司職員                       | 崔善熙                               | 崔善熙的公司     | 3月22日        | 4月25日        |
| 9    | 은반위의 시든꽃          | 冰上枯萎的花朵     | 花樣滑冰選手                   | 李夏恩                               | 花蕾溜冰場       | 3月28日        | 5月1日         |
| 10   | 다시 한번 트리플 점프!   | 再次三周跳         | 花樣滑冰選手                   | 李夏恩                               | 花蕾溜冰場       | 3月29日        | 5月1日         |
| 11   | 고민 상담부의 첫 여행    | 煩惱輔導部初次旅行 | 空中乘務員                     | 鮮于蘭                               | 飛機上           | 4月4日         | 5月2日         |
| 12   | 하늘의 영웅              | 天空的英雄         | 空中乘務員                     | 鮮于蘭                               | 飛機上           | 4月5日         | 5月2日         |
| 13   | 제주도의 푸른바다        | 濟州島的蔚藍大海   | 成年海水浴場客人               | 申昭美                               | 濟州島海岸附近   | 4月11日        | 5月8日         |
| 14   | 해변의 입맞춤            | 海邊的初吻         | 成年海水浴場客人、海上救生員   | 申昭美                               | 濟州島海岸附近   | 4月12日        | 5月8日         |
| 15   | 흔들린 우정              | 動搖的友情         | 無                             | 陳亞梨                               | 無               | 4月18日        | 5月9日         |
| 16   | 슈엘 구출작전            | 營救栩艾兒大作戰     | 女警官、科學搜查官、摩托巡警   | 栩艾兒                               | 無               | 4月19日        | 5月9日         |
| 17   | 도전! 주부 생활          | 挑戰！主婦的生活   | 保姆、整理收納專家             | 鮮于旻                               | 鮮于旻的家       | 4月25日        | 5月15日        |
| 18   | 트럼프의 마음            | 特朗普的真心       | 保姆、整理收納專家             | 鮮于旻                               | 鮮于旻的家       | 4月26日        | 5月15日        |
| 19   | 놀이공원 데이트          | 遊樂場約會         | 電力技術員                     | 無                                   | 無               | 5月2日         | 5月16日        |
| 20   | 위기의 대관람차          | 陷入危機的摩天輪   | 電力技術員、消防員             | 陳亞梨、特朗普王子和其他的摩天輪乘客 | 遊樂場           | 5月3日         | 5月16日        |
| 21   | 고백데이 프로젝트        | 告白日計劃         | 廚師、花卉師                   | 陳亞梨                               | 無               | 5月9日         | 5月22日        |
| 22   | 왕자님의 첫사랑          | 王子殿下的初戀     | 廚師、花卉師                   | 陳亞梨                               | 無               | 5月10日        | 5月22日        |
| 23   | 주인을 찾습니다.         | 搜索所有者         | 寵物造型師、獸醫、動物心理學家 | 被遺棄的小狗們                       | 遺棄小狗保護中心 | 5月16日        | 5月23日        |
| 24   | 마음까지 치료해드립니다. | 將治療深入到心靈里 | 寵物造型師、獸醫、動物心理學家 | 被遺棄的小狗們                       | 遺棄小狗保護中心 | 5月17日        | 5月23日        |
| 25   | 희망과 절망 사이         | 希望與絕望之間     | 無                             | 陳亞梨、Happy [陳亞梨的狗]           | 花蕾動物醫療中心 | 5月23日        | 5月29日        |
| 26   | 우정의 불꽃놀이          | 友情的煙花盛宴     | 無                             | 陳亞梨、Happy [陳亞梨的狗]           | 花蕾動物醫療中心 | 5月24日        | 5月29日        |

第二季
| 話數 | 原文標題                    | 香港標題                 | 變身職業                   | 拯救對象                                               | 絕望能量發生地點               | 韓國播放日期   | 香港播放日期   |
| ---- | --------------------------- | ------------------------ | -------------------------- | ------------------------------------------------------ | ------------------------------ | -------------- | -------------- |
| 1    | 헤매는 작은 별              | 迷途的小星星             | 芭蕾舞者、老師             | 吳娜萊                                                 | 芭蕾舞學院、花蕾小學           | 2017年 5月29日 | 2018年 5月30日 |
| 2    | 나의 빛을 찾아서            | 尋找我的光               | 芭蕾舞者、老師             | 吳娜萊                                                 | 芭蕾舞學院、花蕾小學           | 6月5日         | 2018年 5月30日 |
| 3    | 어둠을 이기는 빛            | 戰勝黑暗的光             | 芭蕾舞者、老師             | 吳娜萊                                                 | 芭蕾舞學院、花蕾小學           | 6月12日        | 6月5日         |
| 4    | 화석이 된 꿈                | 化為化石的夢想           | 古生物學家、電視台記者     | 高東宇                                                 | 花蕾商場                       | 6月19日        | 6月5日         |
| 5    | 희망의 뉴스 속보            | 希望的新聞快報           | 古生物學家、電視台記者     | 高東宇                                                 | 花蕾商場                       | 6月26日        | 6月6日         |
| 6    | 꿈에도 유효 기간이 있나요?  | 夢想也有保存期限嗎？     | 時裝設計師、模特兒、化妝師 | 林芝瑚                                                 | 時裝發佈會現場                 | 7月3日         | 6月6日         |
| 7    | 희망을 잇는 바느질          | 延續希望的針線活         | 時裝設計師、模特兒、化妝師 | 林芝瑚                                                 | 時裝發佈會現場                 | 7月10日        | 6月12日        |
| 8    | 런웨이 위에 피어난 꿈       | 在天橋上綻放的夢想       | 時裝設計師、模特兒、化妝師 | 林芝瑚                                                 | 時裝發佈會現場                 | 7月17日        | 6月12日        |
| 9    | 슈엘, 편의점을 부탁해!      | 栩艾兒，便利店就拜託你了！ | 便利店工讀生               | 羅溫                                                   | 學校前便利店                   | 7月24日        | 6月13日        |
| 10   | 안여린 선생님의 비밀        | 安如潾老師的秘密         | 啦啦隊員、棒球選手         | 具勝利教練                                             | 棒球場                         | 7月31日        | 6月13日        |
| 11   | 기적을 부르는 응원          | 呼喚奇蹟的加油聲         | 啦啦隊員、棒球選手         | 具勝利教練                                             | 棒球場                         | 8月7日         | 6月19日        |
| 12   | 용기가 만든 역전승          | 勇氣所創造的逆轉勝       | 啦啦隊員、棒球選手         | 具勝利教練                                             | 棒球場                         | 8月14日        | 6月19日        |
| 13   | 수학여행 귀신소동           | 學校旅行驚魂記           | 病蟲害防治專家、考古學家   | 花蕾小學學生們                                         | 佛国寺、石窟庵                 | 10月9日        | 6月20日        |
| 14   | 어둠에 물든 천년의 고도     | 籠罩在黑暗中的千年古都   | 病蟲害防治專家、考古學家   | 花蕾小學學生們                                         | 佛国寺、石窟庵                 | 10月10日       | 6月20日        |
| 15   | 수학여행의 마지막 밤        | 學校旅行的最後一晚       | 病蟲害防治專家、考古學家   | 花蕾小學學生們                                         | 佛国寺、石窟庵                 | 10月16日       | 6月26日        |
| 16   | 내 꿈은 우주 탐험           | 我的夢想是前往宇宙冒險   | 宇航員                     | 金宥妮                                                 | 花蕾宇宙中心、載人航天器夢想號 | 10月17日       | 6月26日        |
| 17   | 우주에서 만난 희망          | 在外太空中遇見的希望     | 宇航員                     | 金宥妮                                                 | 花蕾宇宙中心、載人航天器夢想號 | 10月23日       | 6月27日        |
| 18   | 뚱이의 가출                 | 胖子離家出走了               | 飼養員                     | 動物園參觀者、禹秀夏                                   | 花蕾動物園、禹秀夏的家         | 10月24日       | 6月27日        |
| 19   | 잊을 수 없는 사이           | 無法遺忘的關係           | 飼養員                     | 動物園參觀者、禹秀夏                                   | 花蕾動物園、禹秀夏的家         | 10月30日       | 7月3日         |
| 20   | 위기의 결혼식               | 危機的婚禮               | 寶石設計師、魔術師         | 安如潾老師、具勝利教練                                 | 花蕾小學                       | 10月31日       | 7月3日         |
| 21   | 둘이 하나가 되는 마법       | 合而為一的魔法           | 寶石設計師、魔術師         | 安如潾老師、具勝利教練                                 | 花蕾小學                       | 11月6日        | 7月4日         |
| 22   | 절망의 크리스마스           | 絕望的聖誕節             | 甜品師                     | 金達萊村的人們                                         | 金達萊村購物中心中央廣場       | 11月7日        | 7月4日         |
| 23   | 우정의 딸기 생크림 케이크   | 友情的草莓忌廉蛋糕           | 甜品師                     | 金達萊村的人們                                         | 金達萊村購物中心中央廣場       | 11月13日       | 7月10日        |
| 24   | 달리지 못하는 챔피언        | 無法奔馳的冠軍           | 賽車手、後勤維修人員       | 金慶妍、禹秀夏的爸爸和他的同事勒妮、禹秀夏、特朗普王子 | F1賽車場、首爾市中心、普信閣   | 11月14日       | 7月10日        |
| 25   | 좋아하는 마음의 슬픔        | 令人傷心的愛慕之情       | 賽車手、後勤維修人員       | 金慶妍、禹秀夏的爸爸和他的同事勒妮、禹秀夏、特朗普王子 | F1賽車場、首爾市中心、普信閣   | 11月20日       | 7月11日        |
| 26   | 희망을 찾아 절망 속으로...! | 深入絕望中尋找希望       | 賽車手、後勤維修人員       | 金慶妍、禹秀夏的爸爸和他的同事勒妮、禹秀夏、特朗普王子 | F1賽車場、首爾市中心、普信閣   | 11月21日       | 7月11日        |

## 電視節目的變遷
| 香港 翡翠台 星期二、三 17:20－17:50 節目                                                                           | 香港 翡翠台 星期二、三 17:20－17:50 節目                                                                           | 香港 翡翠台 星期二、三 17:20－17:50 節目           |
| --- | --- | -------------------------------------------------- |
| | 變身花啦啦 第1、2季 （2018年4月17日－7月11日）                                                                     |                                                    |
| 花漾 | 湊B同學仔 |                                                    |
| 香港 翡翠台 星期六 11:15－11:50 節目 2019年4月20日、9月14日、2020年12月26日、2021年2月13日、4月3日、5月1日暫停播映 | |                                                    |
| 變形金剛 斯比頓傳奇 第1季櫻桃小丸子 重播                                                                           | 變身花啦啦 第1、2季，重播 （2019年3月23日－9月28日）變身少女花啦啦 第1、2季，重播 （2020年12月12日－2021年7月3日） | 變形金剛 斯比頓傳奇 第2季LET'S CAMP! 露營少女 重播 |

## 外部連結
- 《變身少女花啦啦》官方（ICONIX）的Facebook專頁
- 《變身少女花啦啦》的Instagram帳戶
- YouTube上的《變身少女花啦啦》頻道
- 《變身少女花啦啦》官方網誌（页面存档备份，存于）
- 《變身少女花啦啦》官方網站（ICONIX） （页面存档备份，存于）
- 《變身少女花啦啦》官方網站（EBS）（页面存档备份，存于）
- Flowering Heart (Animation)（页面存档备份，存于）